# Писарев, Дмитрий Иванович
Дми́трий Ива́нович Пи́сарев (2 [14] октября 1840, село Знаменское, Орловская губерния — 4 [16] июля 1868, Дуббельн, Лифляндская губерния) — русский публицист и литературный критик, переводчик, революционер-демократ. Считается третьим, после Чернышевского и Добролюбова, наиболее значительным русским критиком-шестидесятником.
Философ Г. В. Плеханов называл его «одним из самых выдающихся представителей шестидесятых годов».

## Биография
Родился в дворянской семье штабс-капитана Новороссийского драгунского полка. К 4-летнему возрасту уже читал и бегло говорил по-французски, его готовили к блестящей светской карьере.
Окончил 3-ю Санкт-Петербургскую гимназию (1856) и историко-филологический факультет Санкт-Петербургского университета (1861). За выпускное сочинение о позднеантичном мистике Аполлонии Тианском был удостоен серебряной медали.
В 1859 году вёл библиографический отдел в журнале «Рассвет» под редакцией В. А. Кремпина. В 1861—1866 был ведущим критиком и идейным руководителем журнала «Русское слово». За нелегальную статью-прокламацию «О брошюре Шедо-Ферроти», содержавшую призыв к свержению самодержавия («Низвержение благополучно царствующей династии Романовых и изменение политического и общественного строя составляет единственную цель и надежду всех честных граждан России»), с июля 1862 по ноябрь 1866 отбывал заключение в Петропавловской крепости. С августа 1863 года ему было разрешено продолжить литературные занятия.
В 1867—1868 годах сотрудничал с журналом «Дело» и «Отечественными записками». В статьях о художественной литературе в развитие «реальной критики» Н. А. Добролюбова трактовал художественные образы как объективное изображение социальных типов (статья «Базаров» о романе И. С. Тургенева «Отцы и дети», 1862; «Борьба за жизнь» о романе Ф. М. Достоевского «Преступление и наказание», 1867, и другие). Вёл борьбу с эстетством и эстетикой (статьи «Реалисты», 1864; «Пушкин и Белинский», «Разрушение эстетики», «Посмотрим!», 1865) как врагами «разумного прогресса», но впоследствии преодолевал нигилистическое отношение к эстетике».
Отрицал значение творчества Пушкина. Пушкин, Лермонтов и Гоголь были для Писарева пройденной ступенью.
Перевёл на русский язык 11-ю песнь «Мессиады» Ф. Г. Клопштока, поэму Генриха Гейне «Атта Тролль», участвовал в переводе «Истории цивилизации Германии» (нем. “Deutsche Kulturund Sittengeschichte”) Иоганна Шерра.
О влиянии статей Писарева, самого их задорного тона, щедро рассыпанных в них афоризмов, убийственных сравнений свидетельствовали в своих письмах и мемуарах многие писатели, журналисты, учёные; известно, по свидетельству Н. К. Крупской, что В. И. Ленин очень любил Писарева и взял с собой в ссылку в Шушенское его портрет.
Летом 1868 года Писарев с троюродной сестрой Марией Вилинской, новым объектом своей страсти, и её сыном отправился к Рижскому заливу на морские купания и 4 (16) июля 1868 года утонул в Дуббельне (Дубулты). Похоронен на Литераторских мостках Волковского кладбища в Санкт-Петербурге.

## Адреса
в Санкт-Петербурге

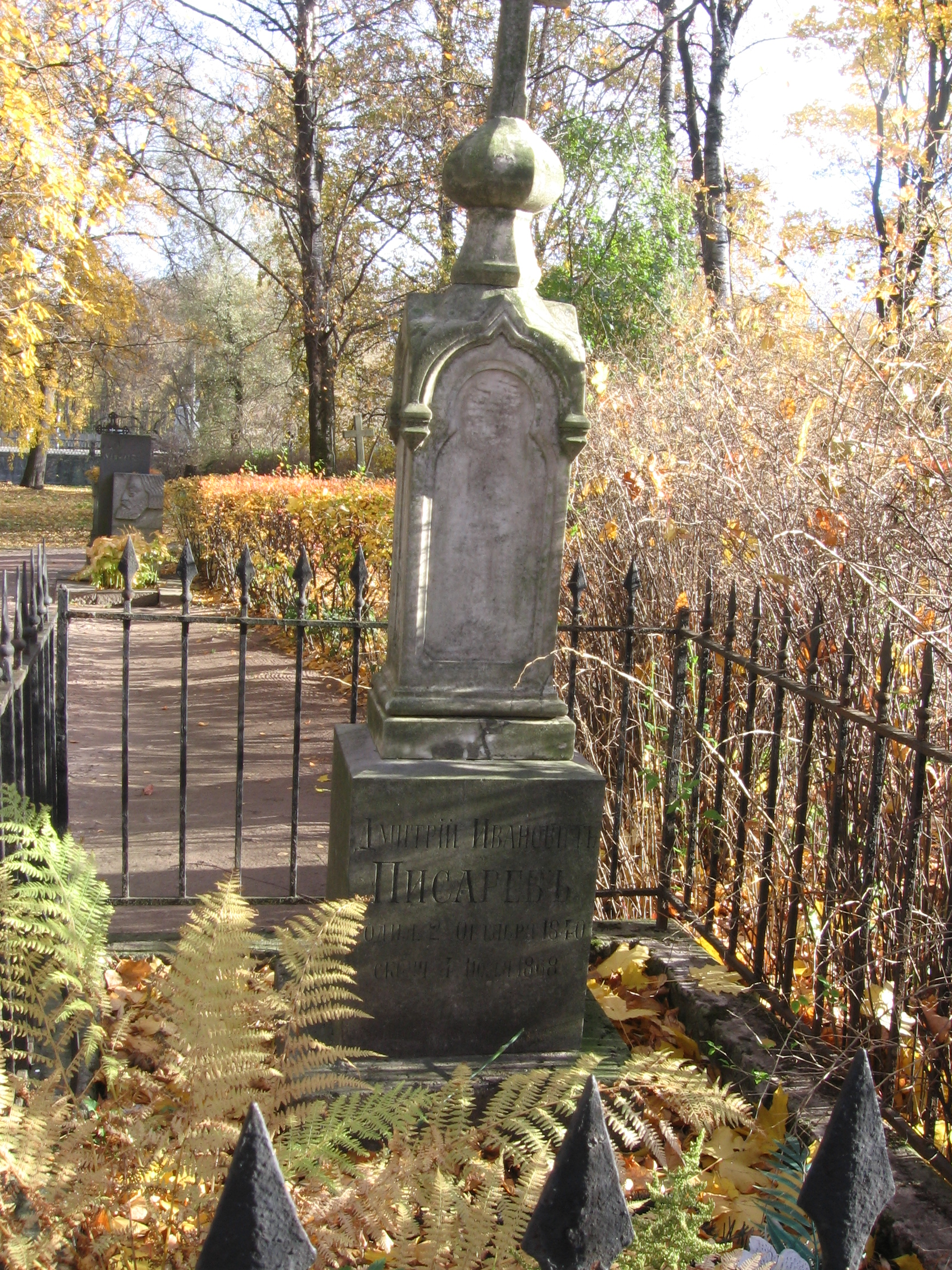
Надгробие Д. И. Писарева на Литераторских мостках

- 1867 — доходный дом — Невский проспект, 98;
- 1867 — лето 1868 года — дом И. Ф. Лопатина — Невский проспект, 68.

в Москве
- 1867 — Доходный дом Торлецкого — Захарьина (улица Кузнецкий Мост, 20/6/9).

## Собрания сочинений Д. И. Писарева (основные издания)
- Писарев Д. И. Собрание сочинений в 6 т. — Изд. Ф. Павленкова, 1897.
- Писарев Д. И. Избранные сочинения в 2 т. — М.: Гос. изд-во худож. литературы, 1934.
- Писарев Д. И. Сочинения в 4 т. — Гос. изд-во худож. литературы, 1955.
- Писарев Д. И. Литературная критика. В 3 т. — М.: Художественная литература, 1981.
- Писарев Д. И. Полное собрание сочинений и писем в 12 т. — М.: Наука, 2000—2013.
- Писарев Дмитрий Иванович: Собрание сочинений Архивная копия от 12 июля 2006 на Wayback Machine